# Stephenson King
Stephenson King (ur. 13 listopada 1958 w Castries) polityk Saint Lucia – członek Zjednoczonej Partii Robotników. Premier Saint Lucia od 7 września 2007 do 30 listopada 2011 oraz p.o. premiera od 1 maja 2007 do 7 września 2007.

## Życiorys
Stephenson King rozpoczął działalność polityczną w latach 80. XX w. W 1987 stanął na czele organizacji młodzieżowej Zjednoczonej Partii Robotników (UWP, United Workers Party) oraz został przewodniczącym Karaibskiej Federacji Młodzieży.
W 1987 dostał się po raz pierwszy do parlamentu z ramienia UWP i objął urząd ministra rozwoju społeczności, spraw społecznych, młodzieży i sportu. W latach 1992–1997 wchodził w skład dwóch gabinetów. Początkowo zajmował stanowisko ministra rozwoju społecznego i sportu w drugim gabinecie premiera Johna Comptona, a następnie był ministrem zdrowia i samorządu lokalnego w rządzie premiera Vaughana Lewisa. W latach 1997–2006, gdy UWP pozostawała w opozycji zajmował różne stanowisko wewnątrz partii, w tym jej sekretarza generalnego i przewodniczącego.
Po wygranych wyborach parlamentarnych przez UWP, objął 19 grudnia 2006 stanowisko ministra zdrowia i pracy w trzecim rządzie Johna Comptona.
Po kłopotach zdrowotnych Comptona (lekki udar mózgu) na początku maja 2007, został mianowany pełniącym obowiązki szefa rządu. Sprawował oficjalnie tę funkcję nadal, mimo iż na początku czerwca premier Compton powrócił do pełnienia swoich obowiązków. W wyniku zmian dokonanych wówczas w gabinecie, King objął stanowisko ministra finansów (obejmującym swoim zakresem również sprawy wewnętrzne i zewnętrzne, bezpieczeństwo narodowe, pracę, informację i media).
Po śmierci premiera Johna Comptona 7 września 2007, przejął obowiązki szefa rządu. 8 września 2007 ogłosił trwającą dwa tygodnie żałobę narodową. 9 września 2007 został oficjalnie zaprzysiężony przez gubernator generalną Pearlette Louisy na stanowisku premiera. Wszystkich 10 deputowanych Zjednoczonej Partii Robotników poparło jego kandydaturę. King pełnił w swoim rządzie także funkcję ministra finansów, spraw gospodarczych, planowania, rozwoju narodowego oraz ministra spraw zagranicznych.
W wyborach parlamentarnych 28 listopada 2011 UWP poniosła porażkę, zdobywając 7 mandatów w parlamencie. 30 listopada 2011 nowym szefem rządu został Kenny Anthony, lider zwycięskiej Partii Pracy Saint Lucia.